# Juillet 1914 (guerre mondiale)
juin 1914 - juillet 1914 - août 1914
- 4 juillet :
  - Par de multiples canaux officieux, le ministre austro-hongrois des affaires étrangères est avisé du soutien de l'Empire allemand dans la crise ouverte par l'attentat de Sarajevo (28 juin) où le prince héritier François-Ferdinand d'Autriche est assassiné par un jeune nationaliste serbe.

- 5 juillet : 
  - départ pour Berlin du comte Alexander Hoyos : à la demande du premier ministre hongrois, István Tisza, l'empereur François-Joseph et ses ministres cherchent à s'assurer officiellement de la position du Reich dans la crise en cours.
  - La Bulgarie place un prêt auprès des banques allemandes, le royaume se place ainsi officieusement dans le camp des puissances centrales.

- 6 juillet : 
  - À la suite d'un conseil de la couronne impériale allemande, Guillaume II assure l'envoyé austro-hongrois du soutien de l'Allemagne à l'Autriche-Hongrie.
  - Dans la soirée, Alexander Hoyos est de retour à Vienne.

- 7 juillet : 
  - Le Conseil de la Couronne austro-hongroise se réunit à Vienne : les ministres communs, les premiers ministres autrichiens et hongrois, Karl Stürgkh et Istvan Tisza, tentent de définir un consensus sur l'action austro-hongroise en direction de la Serbie ; le premier ministre hongrois s'oppose alors toujours à une action militaire contre la Serbie.

- 14 juillet : 
  - István Tisza, premier ministre hongrois, modifie sa position et se montre partisan de l'envoi d'un ultimatum à la Serbie.

- 19 juillet : 
  - István Tisza accepte le principe d'une guerre avec la Serbie.
  - L'ultimatum austro-hongrois à la Serbie est rédigé.

- 20 juillet : 
  - François-Joseph valide le texte de l'ultimatum.

- 23 juillet : 
  - Remise de l'ultimatum, à 18 h, par l'ambassadeur austro-hongrois à Belgrade au ministre serbe des Finances ; Nikola Pašić, premier ministre du royaume, se trouve en déplacement en province.

- 24 juillet : 
  - Envoi d'une circulaire aux diplomates allemands en poste en Europe destinée à appuyer la démarche austro-hongroise auprès de la Serbie.

- 25 juillet : 
  - Remise de la note serbe à l'ambassadeur austro-hongrois à Belgrade. La réponse serbe à l'ultimatum du 23 juillet n'ayant pas été jugée satisfaisante par le diplomate austro-hongrois, les relations entre la Serbie et la double monarchie sont rompues.
  - L'ambassadeur austro-hongrois quitte officiellement la Serbie aussitôt après la remise de la note serbe ; la représentation austro-hongroise est confiée au Reich, officiellement neutre dans la confrontation austro-serbe qui se profile.
  - En Autriche, en application du Kriegsleistungsgesetz, les entreprises utiles pour l'effort de guerre, protégées par l'État, sont militarisées : l'encadrement est confié à des militaires, le temps de travail est allongé d'une heure, passant à 70 heures par semaine, le jour chômé est aboli, et le droit de coalition est de fait aboli.

- 28 juillet :
  - déclaration de guerre de l'Autriche-Hongrie à la Serbie.
  - Le roi du Monténégro, Nicolas Ier, rend public le soutien de son pays à la Serbie.
  - Premier bombardement austro-hongrois du territoire serbe.
  - mobilisation partielle de l'armée russe.

- 29 juillet : 
  - Envoi d'une note britannique à l'ensemble des chancelleries européennes appelant à l'ouverture d'un congrès pour résoudre la crise en cours. Cette note informe également l'ensemble des chancelleries européennes du soutien britannique à la France en cas de guerre franco-allemande.

- 30 juillet :
  - mobilisation générale en Russie ;
  - Ultimatum allemand à la Russie exigeant la levée des mesures de mobilisation générale.

- 31 juillet :
  - Ultimatum allemand à la France lui enjoignant de conserver sa neutralité dans le conflit austro-russe et de gager cette neutralité sur l'occupation par l'armée allemande des places fortes de Toul et Verdun.